# چیبیت
چیبیت (به لاتین: Chibit) یک منطقهٔ مسکونی در روسیه است که در جمهوری آلتای واقع شده‌است.